# Bureo Skateboards
Bureo Skateboards — чилийская компания, занимающаяся изготовлением скейтбордов из вторичного сырья, а именно из выловленных близ побережья Чили рыболовных сетей.
Выброшенные рыболовные сети составляют около 10 % пластиковых загрязнений океана и представляют серьезную угрозой для морских млекопитающих и подводных экосистем. Компания основана в 2013 году, экспортирует продукцию в США, Швейцарию и Японию.
Компания основана тремя американцами Беном Кнепперсом, Давидом Стовером и Кевином Айроном в Саньяго в 2014 году на два гранта: один — 10 000 долларов от фонда Бостонского Северо-Восточного университета и второго — 40 000 долларов от чилийского фонда Start Up Chile, помимо этого 65 000 долларов на запуск бизнеса была собрано на краудфандинговой платформе Kickstarter.
Компаньоны познакомились во время прохождения экологической практики в Австралии, и стали перед вопросом как получать прибыль со сбора мусора из океана, так родилась идея выпуска скейтборда под названием «Пескарь», идея была поддержана чилийским фондом Start Up Chile.
Проведя расчеты компания пришла к выводу, что прибыль с одного скейтборда должна составлять 10 долларов, для достижения этого показателя была определена его стоимость в интервале от 90 до 150 долларов (в зависимости от канала продаж — розница или опт), одна же накладка на скейт стоит от 40 до 60 долларов.
Для сбора из океана рыболовных сетей компания разработала программу утилизации под названием «Net Positiva» («Чистый Позитив»). На каждый созданный скейтборд уходит 30 квадратных метров использованных сетей, колеса скейтборда изготовлены из материала, на 30 % состоящего из растительного масла и полностью пригодного к переработке. Дизайн скейтборда напоминает рыбу — с «хвостом» и узором в виде чешуи.
Помимо сбора и удаления пластиковых отходов с побережья океана, программа «Net Positiva» гарантирует, что скейтборд изготовлен только из местных материалов с использованием труда местных рабочих.
К 2015 году благодаря усилиям компании было собрано и переработано около 10 000 кг рыболовных сетей.